# Ludwig Boehm (Mediziner)
Ludwig Boehm (* 22. Januar 1811 in Hanau; † 30. Juli 1869 in Berlin) war ein deutscher Chirurg und Ophthalmologe.

## Leben
Ludwig Boehm war der Sohn des Hanauer Kaufmanns und Departementsrats Johann Boehm und dessen Ehefrau Carolin (1784–1846), geborene Rössler. Nach dem frühen Tod seines Vaters heiratete seine Mutter 1815 in Hanau den Theologen Johannes Schulze. Ludwig Boehm studierte an der Friedrich-Wilhelms-Universität zu Berlin Medizin, wurde 1835 in Berlin zum Dr. med. promoviert und wirkte ab 1836 als Assistent an der medizinischen Klinik. Während der Cholera-Epidemie 1837 wirkte er als Arzt des 2ten Cholera-Lazaretts und von 1839 bis 1844 als Assistenzarzt der Königlichen Heilanstalt für Kranke aus gebildeten Ständen. Ludwig Boehm habilitierte sich 1841 an der medizinischen Fakultät der Friedrich-Wilhelms-Universität zu Berlin, wirkte anschließend als Privatdozent und wurde 1845 zum außerordentlichen Professor berufen. Daneben wirkte er im militärischen Bereich ab 1844 als Bataillonsarzt des 3. Bataillons des 20. Landwehr-Regiments.
Am 3. August 1839 wurde Ludwig Boehm mit dem akademischen Beinamen Brunner unter der Matrikel-Nr. 1464 als Mitglied in die Kaiserliche Leopoldino-Carolinische Akademie der Naturforscher aufgenommen.
Im Jahr 1850 wurde ihm der Rote Adlerorden 4. Klasse, im Jahr 1857 der Titel Geheimer Medizinalrat und 1863 der Rote Adlerorden 3. Klasse mit der Schleife verliehen.
Ludwig Boehm starb an den Folgen einer Blutvergiftung, die er sich durch eine Verletzung bei einem seiner Operationskurse zugezogen hatte.
Er war seit 1852 mit Franziska Luise (* 1834), geborene von Meyerinck, einer Tochter des preußischen Generalmajors und Kommandeurs der 14. Kavallerie-Brigade Richard von Meyerinck, verheiratet.

## Schriften
- De glandularum intestinalium structura penitiori. Dissertatio Inauguralis Anatomica, Berolini 1835 (Digitalisat)
- Die kranke Darmschleimhaut in der Asiatischen Cholera mikroskopisch untersucht. Duncker, Berlin 1838 (Digitalisat)
- Der Nystagmus und dessen Heilung. Eine Monographie. Hirschwald, Berlin 1857 (Digitalisat)
- Die Therapie des Auges mittels des farbigen Lichtes. Lehrbuch. Hirschwald, Berlin 1862 (Digitalisat)
- De la thérapeutique de l'oeil au moyen de la lumière colorée. Delahaye, Paris 1871 (Digitalisat)